# Sundvolden GP
El Sundvolden GP (conegut fins al 2015 com a Hadeland GP) és una competició ciclista d'un sol dia que es disputa anualment al voltant de Hønefoss (Noruega). Creat el 2013, forma part de l'UCI Europa Tour. Les edicions del 2020 i 2021 foren suspeses.

## Palmarès
| Any                           | Vencedor             | Segon                   | Tercer               |
| ----------------------------- | -------------------- | ----------------------- | -------------------- |
| Grand Prix Norefjell          |                      |                         |                      |
| 2011                          | Frederik Wilmann     | Bjørn Tore Hoem         | Christer Rake        |
| Tyrifjorden rundt             |                      |                         |                      |
| 2012                          | Kristoffer Skjerping | Marius Hafsås           | Bjørn Tore Hoem      |
| Hadeland Grand Prix (UCI 1.2) |                      |                         |                      |
| 2013                          | Fredrik Strand Galta | Jesper Hansen           | Stian Remme          |
| 2014                          | Rasmus Guldhammer    | Lasse Bøchman           | Michael Olsson       |
| 2015                          | Søren Kragh Andersen | Fredrik Strand Galta    | Vegard Stake Laengen |
| Sundvolden Grand Prix         |                      |                         |                      |
| 2016                          | Andreas Vangstad     | Carl Fredrik Hagen      | Åsmund Romstad Løvik |
| 2017                          | Rasmus Guldhammer    | Carl Fredrik Hagen      | Audun Brekke Fløtten |
| 2018                          | Alexander Kamp       | Carl Fredrik Hagen      | Andreas Vangstad     |
| 2019                          | Trond Håkon Trondsen | Sindre Lunke            | Brent Van Moer       |
| 2022                          | Martin Tjøtta        | Embret Svestad-Bårdseng | Mathias Bregnhøj     |
| 2023                          | Ådne Holter          | Mathias Bregnhøj        | Jack Rootkin-Gray    |
| 2024                          | Idar Andersen        | Simon Dalby             | Tobias Svarre        |